# سيبسجار
سيبسجار رمزها «SI» (بالإنجليزية: Sibsagar)‏ ، هو تقسيم إداري لدولة الهند تتبع ولاية أسام (بالإنجليزية: Assam)‏ ، مركزها هو مدينة سيبسجار (بالإنجليزية: Sibsagar)‏ عدد سكانها حسب تعداد سنة 2001 هو 1,052,802 ، مساحتها 2,668 كم² وكثافة السكان 395 لكل كم² .